# Christoph Kissenpfenning
Christoph Kissenpfenning, magyarosan: Kissenpfenning Kristóf, névvariáns: Christophorus Khissenpfenning (Bécs, 1623. augusztus 18. – Pozsony, 1663. december 22.) Jézus-társasági áldozópap és tanár.

## Élete
1639. november 1-jén lépett a jezsuiták rendjébe és Grazban tanulta a teológiát; miután a negyedik fogadalmat letette és a humaniórákat néhány évig tanította, meghalt 1663-ban.

## Munkája
- Ludus Epigrammaticus. Tyrnaviae, 1666. (Újabb kiadása. Uo. 1691.)

Német munkájának: Luther eszméi saját munkáiból véve, címét Stoeger latinul adja, megjelent Bécsben 1661. és 1700-ban.
Epigrammjai előbb névtelenül, utóbb neve alatt Klein Analectiában (Grácz, 1655. II. k.) jelentek meg.